# Вишнёвое (Солонянский поселковый совет)
Вишнёвое (укр. Вишневе) — село, Солонянский поселковый совет, Солонянский район, Днепропетровская область, Украинская ССР.
Село ликвидировано в 1988 году.